# Aurora Altisent
Aurora Altisent i Balmas (Barcelona, 2 de diciembre de 1928-8 de junio de 2022) fue una pintora, dibujante y escultora española.

## Biografía
Inició su formación artística junto a su madre Carme Balmas y posteriormente, con los pintores Ángel López-Obrero (1946) y Ramon Rogent (1951-1958). Participó desde 1948 en numerosas exposiciones colectivas. En 1956 hizo su primera exposición individual, en las Galerías Laietanes de Barcelona. Presentó obras, todas ellas dentro de la figuración, que manifiestan ya las características que fueron habituales en su producción artística. Fue evolucionando hacia una difícil simplicidad en las formas, así como la línea fue adquiriendo protagonismo. En la escultura -disciplina que practicó con menos frecuencia-, se destacan los volúmenes y las masas redondeadas, eliminando detalles.

## Ilustración
A partir de 1972 empleó el dibujo, de línea muy depurada, casi en exclusiva, para dar expresión a su nueva concepción estética. Reprodujo espacios de la ciudad de Barcelona con todo detalle, convirtiéndose en cronista de lo que le rodeaba. Sus dibujos, en sus exposiciones en la Sala Gaudí de Barcelona, dieron lugar a los libros Barcelona tendra y Botigues de Barcelona, con textos de Alexandre Cirici i Pellicer, y Salons de Barcelona con textos de Josep Maria Carandell, todos diseñados por Toni Miserachs. Posteriormente se han reeditado y traducido al español y al inglés.
Pintó al fresco una iglesia románica en Músser y el baptisterio de la iglesia de Prullans, en Lérida, y en la capilla de Sant Timothy de Greenwich en Connecticut  en los EStados Unidos. También se interesó en el campo del diseño para orfebrería.  Como ilustradora publicó en la editorial La Galera, Tusquets Editores, Edicions 62, Editorial Teide, Editorial Onda, Ediciones Proa, Editorial Regàs, sd Ediciones, RqueR Editorial, Lunwerg y Editorial Lumen.

## Reconocimientos
- 1999: Medalla de Honor de Barcelona, Ayuntamiento de Barcelona.
- 2002: Medalla de Oro al Mérito Artístico, Ayuntamiento de Barcelona.